# Григорьев, Владимир Владимирович
Владимир Владимирович Григорьев (1 июля 1978) — российский биатлонист, участник Кубка мира, чемпион и призёр чемпионатов России, бронзовый призёр чемпионата мира среди юниоров. Мастер спорта России международного класса.

## Биография
Выступал за спортивный клуб Вооружённых Сил и Тюменскую область. Тренеры — Н. С. Пархоменко, С. Н. Старых.
На чемпионате мира среди юниоров 1997 года в Форни-Авольтри стал бронзовым призёром в эстафете и занял четвёртое место в спринте. На следующем чемпионате, в американском Джерико, финишировал 12-м в индивидуальной гонке и седьмым в спринте. На юниорском чемпионате Европы 1998 года в Раубичах занял 11-е место в спринте и пятое — в гонке преследования.
В середине 2000-х годов выступал на Кубке IBU, неоднократно попадал в топ-10. На этапе в Обертиллиахе в сезоне 2004/05 стал двукратным победителем в спринте и в индивидуальной гонке. Последние гонки на уровне Кубка IBU провёл в сезоне 2006/07.
В сезоне 2004/05 принимал участие в Кубке мира. Дебютировал в индивидуальной гонке на этапе в Антерсельве, где занял 69-е место. Во второй гонке на этом этапе, спринте, показал свой лучший результат на уровне Кубка мира, заняв 17-е место. Всего принял участие в восьми гонках. По итогам сезона 2004/05 занял 64-е место в общем зачёте с 29 очками.
На уровне чемпионата России выигрывал золотые медали в 2004 году в командной гонке и эстафете и в 2006 году в эстафете. Также становился бронзовым призёром в спринте и серебряным — в пасьюте в 2002 году. В 2003 году стал серебряным призёром в масс-старте и бронзовым — в командной гонке.